# 가덕초등학교 상야분교
가덕초등학교 상야분교는 충청북도 청주시 상당구 가덕면 상야길 6-14 (상야리)에 있었던 공립 초등학교이다.

## 연혁
- 1966년 9월 8일 설립인가
- 1967년 3월 13일 가덕국민학교 상야분교 개교
- 1971년 4월 1일 상야국민학교 개교(설립인가 3월 1일)
- 1996년 2월 16일 제25회 졸업식(773명)
- 1996년 3월 1일 가덕초등학교 상야분교로 격하
- 2004년 2월 28일 폐교